# Andrei Hergheligiu
Andrei Hergheligiu (Iași, 21 marzo 1992) è un calciatore rumeno, attaccante del Corvinul Hunedoara.

## Carriera

### Club
Ha giocato nella prima divisione rumena.

### Nazionale
Ha giocato nella nazionale rumena Under-21.

## Palmarès

### Club

#### Competizioni nazionali
- Liga II: 1

CSM Studențesc Iași: 2013-2014
- Coppa di Romania: 1

Corvinul Hunedoara: 2023-2024